# UFC 207
UFC 207: Nunes vs. Rousey è stato un evento di arti marziali miste tenuto dalla Ultimate Fighting Championship svolto il 30 dicembre 2016 al T-Mobile Arena di Paradise, Stati Uniti.

## Retroscena
Nel main event della card si affrontarono per il titolo dei pesi gallo femminili UFC, la campionessa Amanda Nunes e l'ex campionessa di categoria Ronda Rousey.
L'incontro per il titolo dei pesi gallo UFC tra il campione in carica Dominick Cruz e Cody Garbrandt venne scelto come co-main event della serata.
L'incontro di pesi massimi tra gli ex campioni di categoria Fabrício Werdum e Cain Velasquez, venne organizzato per questo evento. I due si erano già affrontati a giugno del 2015 all'evento UFC 188, in un incontro che vide Werdum unificare il titolo dei pesi massimi UFC. Tuttavia, la commissione atletica del Nevada, negò la possibilità a Velasquez di poter combattere l'incontro a causa di alcuni problemi fisici che lo stesso atleta aveva dichiarata in alcune interviste; a seguito di ciò il match venne cancellato.
Matt Brown avrebbe dovuto affrontare l'ex campione dei pesi welter Strikeforce Tarec Saffiedine. Tuttavia, Brown venne rimosso dalla card l'11 novembre, per poter affrontare Donald Cerrone all'evento UFC 206. Saffiedine affrontò invece Dong Hyun Kim.
Maryna Moroz doveva affrontare Jéssica Andrade, ma il 7 dicembre, la Moroz venne sostituita dalla campionessa dei pesi paglia Invicta FC Angela Hill. Nonostante ciò, la Hill venne esclusa dalla card a causa di alcune regole anti-doping della USADA.
Sabah Homasi doveva vedersela con Brandon Thatch, ma si infortunò e venne sostituito da Niko Price.
Questo fu l'ultimo evento in cui apparve il commentatore storico della promozione Mike Golberg. Il suo debutto risale al 1997 all'evento UFC Japan.
Alla cerimonia del peso, l'ex campione dei pesi welter UFC Johny Hendricks e Ray Borg superarono il limite massimo delle loro categoria, pesando rispettivamente 78,7 kg e 58,7 kg. Hendricks mancò il raggiungimento del peso per due incontri di fila.

## Risultati
|                                                   | Divisione             |                       |                 |                   | Metodo                                      | Round           | Tempo           | Premio          |
| Card Principale                                   | Card Principale       | Card Principale       | Card Principale | Card Principale   | Card Principale                             | Card Principale | Card Principale | Card Principale |
| ------------------------------------------------- | --------------------- | --------------------- | --------------- | ----------------- | ------------------------------------------- | --------------- | --------------- | --------------- |
| Sfida valida per il titolo di campione indiscusso | Pesi Gallo (F)        | Amanda Nunes (c)      | batte           | Ronda Rousey      | KO Tecnico (pugni)                          | 1               | 0:48            | POTN            |
| Sfida valida per il titolo di campione indiscusso | Pesi Gallo            | Cody Garbrandt        | batte           | Dominick Cruz (c) | Decisione unanime (48-46, 48-47, 48-46)     | 5               | 5:00            | FOTN            |
|                                                   | Pesi Gallo            | T.J. Dillashaw        | batte           | John Lineker      | Decisione unanime (30-26, 30-26, 30-26)     | 3               | 5:00            |                 |
|                                                   | Pesi Welter           | Dong Hyun Kim         | batte           | Tarec Saffiedine  | Decisione non unanime (27-30, 29-28, 29-28) | 3               | 5:00            |                 |
|                                                   | Catchweight (58,7 kg) | Ray Borg              | batte           | Louis Smolka      | Decisione unanime (30-27, 30-26, 30-26)     | 3               | 5:00            |                 |
| Card Preliminare (Fox Sports 1)                   |                       |                       |                 |                   |                                             |                 |                 |                 |
|                                                   | Catchweight (78,7 kg) | Neil Magny            | batte           | Johny Hendricks   | Decisione unanime (29-28, 29-28, 29-28)     | 3               | 5:00            |                 |
|                                                   | Pesi Medi             | Antonio Carlos Junior | batte           | Marvin Vettori    | Decisione unanime (29-28, 29-28, 29-28)     | 3               | 5:00            |                 |
|                                                   | Pesi Welter           | Alex Garcia           | batte           | Mike Pyle         | KO (pugno)                                  | 1               | 3:34            | POTN            |
|                                                   | Pesi Welter           | Niko Price            | batte           | Brandon Thatch    | Sottomissione (triangolo di braccio)        | 1               | 4:30            |                 |
| Card Preliminare (UFC Fight Pass)                 |                       |                       |                 |                   |                                             |                 |                 |                 |
|                                                   | Pesi Welter           | Alex Oliveira         | batte           | Tim Means         | No Contest (ginocchiate illegali)           | 1               | 3:33            |                 |

- Means colpì il suo avversario con delle ginocchiate alla testa, mentre quest'ultimo si trovata al tappeto

## Premi
I lottatori premiati ricevettero un bonus di 50.000 dollari.
Legenda:
- FOTN: Fight of the Night (vengono premiati entrambi gli atleti per il miglior incontro dell'evento)
- POTN: Performance of the Night (viene premiato il vincitore per la migliore performance dell'evento)

## Incontri Annullati
|  | Divisione       |                 |        |                  | Motivo                                                                |
|  | --------------- | --------------- | ------ | ---------------- | --------------------------------------------------------------------- |
|  | Pesi Massimi    | Fabrício Werdum | contro | Cain Velasquez   | Velasquez ebbe problemi medici                                        |
|  | Pesi Welter     | Matt Brown      | contro | Tarec Saffiedine | Brown venne rimosso dall'incontro per poter affrontare Donald Cerrone |
|  | Pesi Paglia (F) | Maryna Moroz    | contro | Jéssica Andrade  | La Moroz venne rimosso dalla card                                     |
|  | Pesi Paglia (F) | Jéssica Andrade | contro | Angela Hill      | La Hill non rispettò alcune regole anti-doping dell'USADA             |
|  | Pesi Welter     | Brandon Thatch  | contro | Sabah Homasi     | Homasi subì un infortunio                                             |